# Rouvroy-sur-Marne
Rouvroy-sur-Marne település Franciaországban, Haute-Marne megyében. Lakosainak száma 368 fő (2022. január 1.). Rouvroy-sur-Marne Blécourt, Donjeux, Flammerécourt, Gudmont-Villiers és Mussey-sur-Marne községekkel határos.

## Népesség
A település népessége az elmúlt években az alábbi módon változott:
| Lakosok száma | 304  | 345  | 315  | 346  | 383  | 390  | 384  | 375  | 375  | 368  |
|               | 1968 | 1982 | 1990 | 2006 | 2013 | 2015 | 2017 | 2019 | 2020 | 2022 |